# 1448

## Починали
- ? – Влад Цепеш, владетел на Влашко